# کریستین مک‌اینتایر

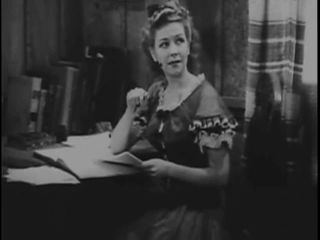
کریستین مک‌اینتایر در صحنه‌ای از یک فیلم در سال ۱۹۴۲ میلادی

کریستین مک‌اینتایر (انگلیسی: Christine McIntyre؛ ۱۶ آوریل ۱۹۱۱ – ۸ ژوئیهٔ ۱۹۸۴) یک هنرپیشه و خواننده سوپرانوی اهل ایالات متحده آمریکا بود.
او بیشتر به سبب بازی در نقش یک زن بلوند زیبا شهرت داشت و در بسیاری از سری فیلم‌های «سه کله‌پوک» (از تولیدات کمپانی کلمبیا پیکچرز) نقش آفرینی کرده بود.

## گزیده فیلمشناسی
از فیلم‌ها یا برنامه‌های تلویزیونی که وی در آن نقش داشته‌است می‌توان به آثار زیر اشاره کرد.
- یخ داغ (۱۹۵۵)